# Abacetus catalai
Abacetus catalai es una especie de escarabajo terrestre de la subfamilia Pterostichinae.  Fue descrito por Jeannel en 1948. 